# Paulo Garfunkel
Paulo Garfunkel (São Paulo, ) é um compositor e roteirista de história em quadrinhos brasileiro. 
Foi o roteirista de O Vira-Lata, uma revista em quadrinhos idealizada pelo médico Drauzio Varella com o objetivo da conscientização e prevenção da AIDS. O trabalho na revista fez com que ele ganhasse o Troféu HQ Mix de 1998 como melhor roteirista nacional..
Como compositor, tem quatro álbuns gravados em dupla com seu irmão, Jean, com quem compôs músicas gravadas por cantoras como Elis Regina, Maria Rita e Zizi Possi. 